# Биссек, Ян-Аурель
Ян-Аурель Людгер Биссек (нем. Yann Aurel Ludger Bisseck; род. 29 ноября 2000, Кёльн, Северный Рейн-Вестфалия) — немецкий футболист, защитник  клуба «Интернационале» и сборной Германии.

## Клубная карьера
Биссек — воспитанник клуба «Кёльн» из своего родного города. 26 ноября 2017 года в матче против «Герты» он дебютировал в Бундеслиге в возрасте 16 лет.
17 января 2019 на сезон был отдан в аренду в клуб «Хольштайн». Ненадолго вернувшись в свой родной клуб летом 2020 года, «Кёльн» объявил, что Биссек присоединится к португальской команде «Витория» на основе двухлетней аренды. Но арендное соглашение закончилось через год, и Биссек был отправлен в датский «Орхус» на годичную аренду. 27 октября 2021 года датчане подтвердили, что клуб активировал выкупа игрока и подписал контракт до июня 2026 года.

## Международная карьера
В 2017 году Биссек принял участие в юношеском чемпионате мира в Индии. На турнире он сыграл в матчах против команд Гвинеи, Колумбии и Бразилии.